# 24 (음반)
《24 : How to find true love and happiness》는 대한민국의 록 밴드 혁오의 세 번째 EP 음반이다. 이 음반은 "진정한 사랑과 행복"이라 쓰고 "자유에의 갈망"이라 읽어도 될 부제로 테마화 된다. 오혁의 나이가 곧 음반 타이틀이던 그들의 음악은 낯선 어른의 세상에 던져진 "젊은 우리"의 공허를 대변했고 좀체 뭐가 정답인지 알 수 없는 세상을 부유했으나, 언젠가부터 그런 것들이 "힙스터"라 명명되며 자연스러웠던 감정과 표현의 틀을 강제한 면이 없지 않다.
오혁은 《아이즈》와의 인터뷰에서 "《23》으로 마침표를 찍고 넘어가기로 했다"고 새 앨범을 소개했다. 1분짜리 〈하늘나라〉를 제외하면 다섯 곡뿐인 플레이타임과 한글 가사의 부재는 아쉬운 부분이나 더 넓은 스펙트럼을 위한 도약 단계로는 훌륭한 작품이다.

## 곡 목록
모든 곡들은 특별한 언급이 없는 한 오혁에 의해 작사/작곡하였다.
| #  | 제목                  | 작사·작곡    | 재생 시간 |
| -- | --------------------- | ------------ | --------- |
| 1. | 〈Graduation〉        |              | 4:13      |
| 2. | 〈하늘나라〉          | 오혁, 임현제 | 1:12      |
| 3. | 〈LOVE YA!〉          |              | 4:12      |
| 4. | 〈Citizen Kane〉      |              | 3:26      |
| 5. | 〈Gang Gang Schiele〉 | 오혁, 임현제 | 4:35      |
| 6. | 〈Goodbye Seoul〉     |              | 3:20      |